# Чичестерский собор
Чичестерский собор, полностью Кафедральный собор Святой Троицы (англ. The Cathedral Church of The Holy Trinitiy) — центр Чичестерской епархии, расположенный в Чичестере, Западный Суссекс, Англия. Строительство собора началось в 1076 году в связи с переездом епископа из аббатства Селси в Чичестер.
Чичестерский собор является одновременно хорошим образцом как норманнской, так и английской готической архитектуры, и искусствовед Иан Найрин (англ. Ian Nairn) называет его «типичным английским собором». Несмотря на эту характеристику, собор отличается от всех остальных наличием отдельно стоящей средневековой колокольни и двойными боковыми нефами. В соборе находятся две редкие средневековые скульптуры и множество современных произведений искусства: гобелены: витражи и статуи, многие из которых заказаны настоятелем собора в 1955—77 годах Уолтером Хасси.
Город Чичестер, хотя его две главные улицы проложены ещё римлянами, всегда был так мал, что всё его население могло бы поместиться внутри собора, отчего Дефо писал:
|                                                                                 | I cannot say much of Chichester, in which, if six or seven good families were removed, there would not be much conversation, except what is to be found among the canons, and the dignitaries of the cathedral |  | Немного могу я сказать о Чичестере, разве что, если убрать 6-7 почтенных семейств, там не с кем будет поговорить, кроме, может быть, каноников собора |  |
| Daniel Defoe. A Tour Through the Whole Island of Great Britain (англ.). — 1724. | |  | |  |

Шпиль Чичестерского собора, поднимающийся над позеленевшей медной кровлей, в плоском ландшафте Суссекса виден за много миль и является ориентиром для моряков. Чичестерский собор — единственная средневековая английская церковь, видная с моря.

## История

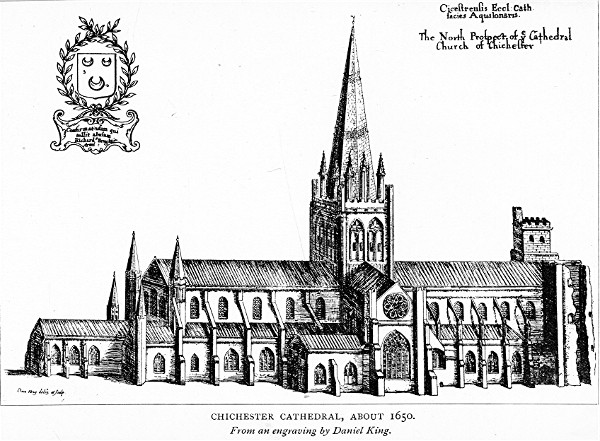
Чичестерский собор, ок. 1650

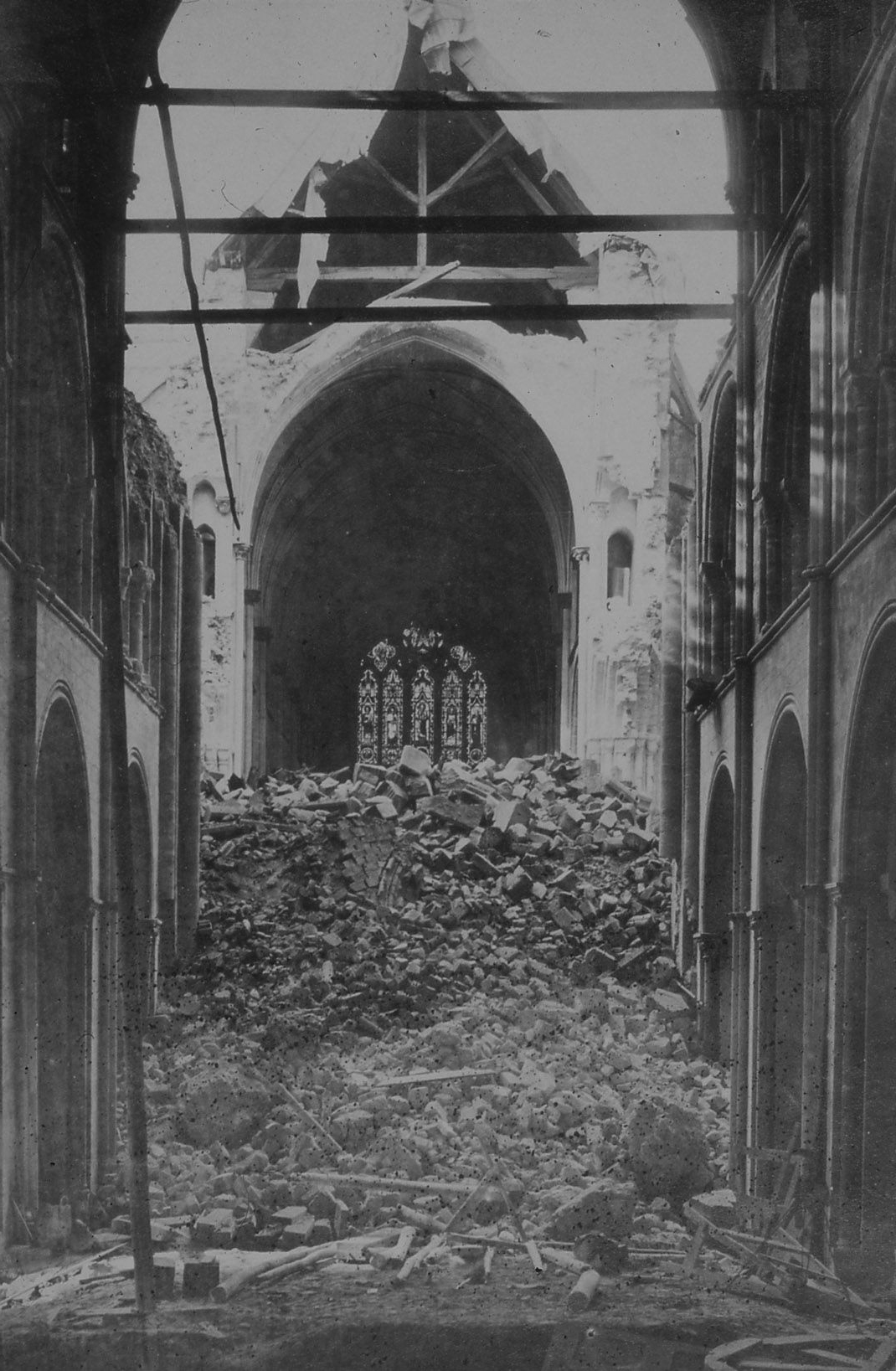
Обрушение шпиля в 1861 году

Чичестерский собор выстроен взамен аббатства Селси, основанного в 681 году св. Вильфридом для Королевства Южных Саксов. В 1075 году в Чичестер перенесена епископская кафедра, собор освящён в 1108 году епископом Ральфом Луффой. Среди ранних пристроек — капелла св. Пантелеймона у южного трансепта (ныне там собираются каноники), начатая, вероятно, незадолго до пожара 1187 года, в котором сгорели и собор, и немалая часть города. После пожара собор нуждался в серьёзном ремонте, заново был отделан неф, деревянные перекрытия заменены поныне существующими каменными сводами, вероятно, архитектором Уолтером из Ковентри. Собор заново освящён в 1199 году.
В XIII веке закончена башня на средокрестии, завершённые нормандской апсидой хоры перестроены, добавлена Капелла Девы Марии в восточном конце и капеллы по обеим сторонам нефа, которые образуют пятинефный план, какой часто можно видеть во французских соборах, в отличие от английских. Шпиль завершён около 1402 года, и в это же время построена отдельная башня-колокольня к северу от западной оконечности собора.
В 1262 году епископ Чичестерский (1245—1253) Ричард был канонизирован, и его гробница стала местом паломничества. Она была уничтожена вместе с другими гробницами святых в 1538 году в ходе тюдоровской секуляризации. В английскую революцию в 1642 году собор осаждали войска Парламента.
Башни Чичестерского собора сильно страдали от осадки грунта, по какой причине колокольня и была выстроена отдельно на некотором расстоянии от собора. Например, в 1210 году обрушилась южная башня западного фасада, но была восстановлена. Северная башня того же фасада рухнула в 1635 году и не восстанавливалась до 1901 года. Каменный шпиль, построенный в XIV веке, простоял около 450 лет, его ремонтировал сэр Кристофер Рен, а в 1721 году он выдержал попадание молнии.
В 1840-е годы началась реставрация собора под руководством настоятеля Джорджа Чендлера, в 1849 году её подхватил Уолтер Хук. В числе прочих работ была разобрана каменная преграда, отделявшая неф от хоров (арундельская преграда). 21 февраля 1861 года шпиль собора сложился внутрь, как телескоп. Обошлось без жертв. Разборку преграды называли в числе возможных причин обрушения, но более вероятными причинами считаются осадка фундамента и ослабление устоев средней башни, каменная кладка в ядре которых, как было обнаружено, рассыпа́лась в пыль. Ослабленная конструкция не смогла противостоять сильному ветру. Сумму в £48 000 на восстановление собрали пожертвованиями, участие приняли в том числе королева Виктория и принц Альберт. Башню по чертежам и обмерам, выполненным Джозефом Бутлером, в течение пяти лет восстанавливал сэр Джордж Гилберт Скотт, который немного, на 6 футов (1,8 м) увеличил её высоту (до 82 м). Строительные материалы от обрушившихся конструкций пошли на конгрегационистскую капеллу.
В 2008 году праздновалось 900-летие освящения собора. Отслужил праздничную мессу и освятил новый гостевой дом архиепископ Кентерберийский.

## Архитектура

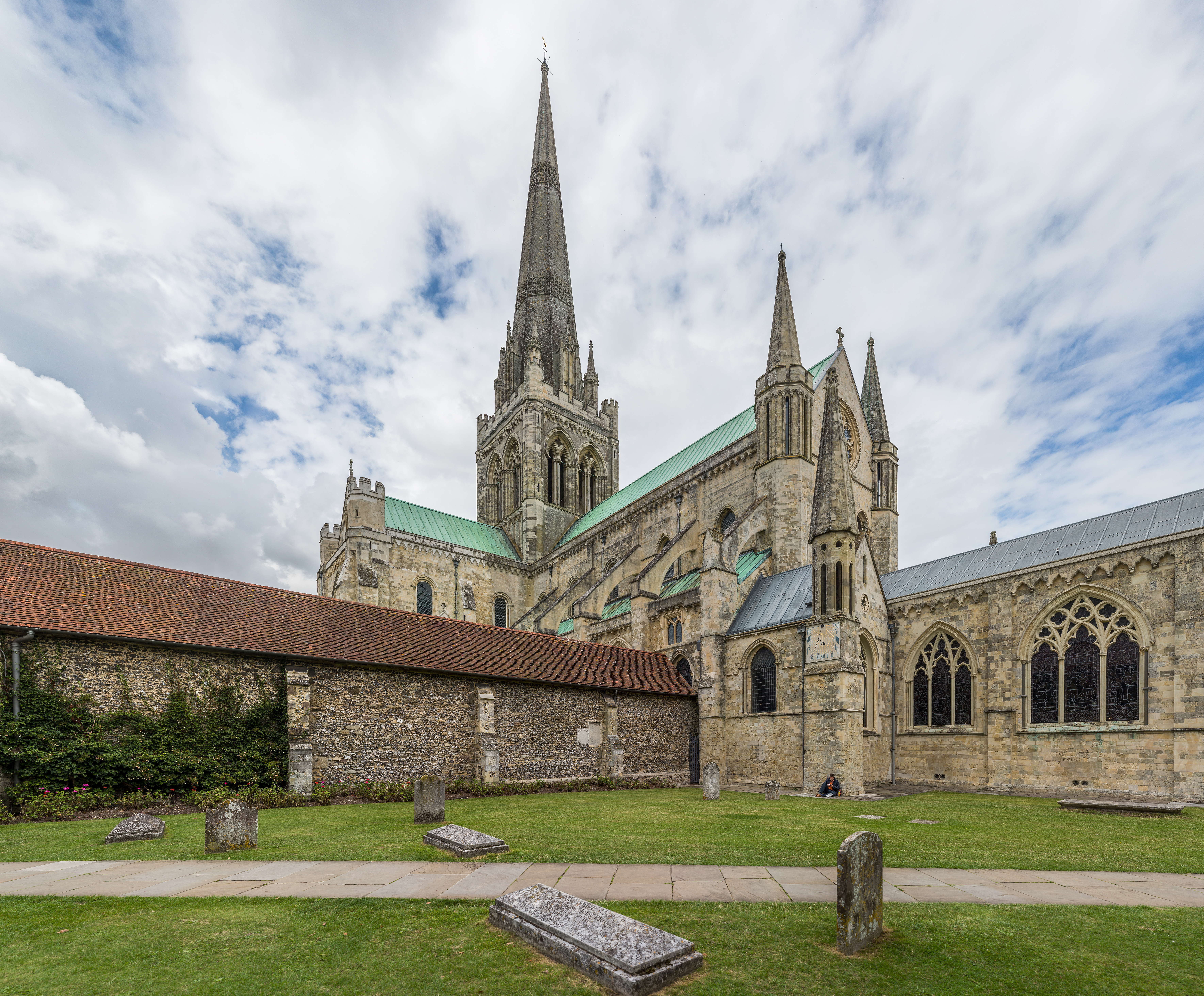
Вид с юго-востока
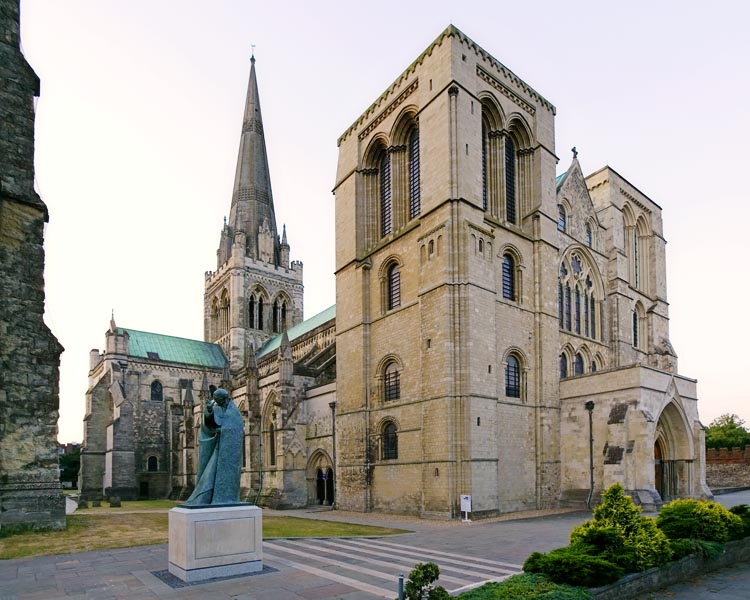
Вид с северо-запада
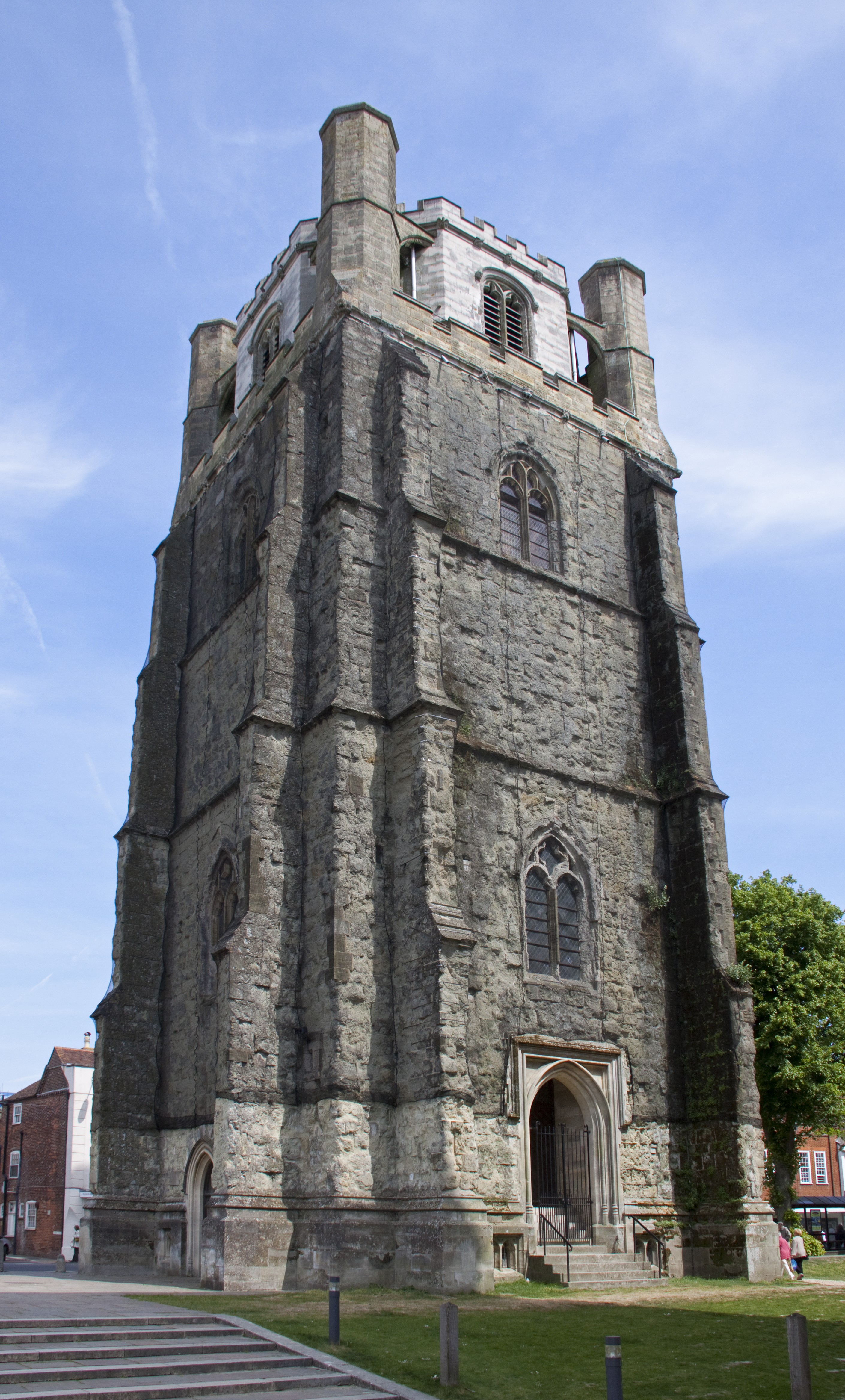
Колокольня

Параметры собора: длина — 408 футов (124 м), ширина — 157 футов (48 м), высота — 61 фут (19 м), со шпилем 277 футов (84 м).
Как обычно для английских соборов, Чичестерский может похвастаться долгой историей строительства, отмеченной несколькими катастрофами. Каждый период строительства оставил свой отпечаток в облике здания, поскольку строители работали в современных себе стилях. Ранние романские конструкции легко опознать по массивности стен и полуциркульному завершению проёмов. Также в соборе можно найти различные стили английской готики от ранней, конца XII века, до XV в.
План собора крестообразный, главный продольный объём разделён на три нефа по всей длине и пересечён трансептом приблизительно посередине, таким образом, как обычно в Англии, хоры собора почти равновелики нефу. Также типичны для английской готической архитектуры восточное завершение в виде плоской стены (вместо закруглённой апсиды) с выступающей из неё капеллой Девы Марии и три башни: две на западном фасаде и одна на средокрестии, необычно для Англии лишь пятипролётное строение нефа. Клуатр располагается с южной стороны.
По сравнению с другими нормандскими соборами (например, Уинчестера, Или и Питерборо), Чичестерский невелик. В нефе, трансепте и ближних секциях хоров сохранилось очень много от романской эпохи. Вертикальное членение главного нефа обычное: нижняя аркада, над ней открытый трифорий и ярус окон. Как и в Уинчестере, аркада относительно низкая и покоится на устоях, а не на колоннах. В трифории каждая секция разделена на две колонкой типично романским образом.
После пожара 1187 года оконный ярус был переделан, и неф перекрыт нервюрным сводом. Вместо закруглённой апсиды с обходной галереей хоры с востока были завершены в переходном стиле прямоугольным ретрохором с ланцетными окнами. Новые конструкции повторяют полуциркульные арки романских форм. Своды в раннеанглийском стиле поддерживаются извне аркбутанами и контрфорсами с пинаклями. В это же время интерьер был заново отделан правильной прямоугольной кладкой (англ. ashlar masonry). Устои украшены колонками из тёмного пурбекского мрамора с лиственными капителями, в отличие от простых подушкообразных капителей известняковых колонок. Общее руководство работами, вероятно, осуществлял Уолтер из Ковентри. Неф был позднее отделён от хоров элегантной трёхпролётной преградой в перпендикулярном стиле, известной под названием «Арундельская», Преграду разобрали в середине XIX века, но вернули в 1961 году.
Современная центральная башня была воссоздана в точности по раннеанглийскому образцу Скоттом, в каждой её стороне парные окна с крупными профилированными наличниками.
Оригинальный шпиль, выстроенный из камня, а не покрытого металлом дерева, был возведён в конце XIV века Джоном Мейсоном († ок. 1403), который также построил Зал Викария. Шпиль определённо вдохновлён солсберийским, но высота его не столь велика, возможно, из-за боязни осадки почвы. Воссозданный шпиль высотой 84 м является четвёртым соборным шпилем в стране (после Солсбери, Нориджа и Ковентри). Капелла Девы Марии восточнее ретрохора — длинная и узкая, с окнами в стиле украшенной готики конца XIII века.
К собору относится отдельно стоящая колокольня, построенная в начале XV века, вероятно, Уильямом Уинфордом, как и клуатры в перпендикулярном стиле. Богадельня св. Марии существует с XIII века, и средневековое здание госпиталя при ней находится в числе лишь двух сохранившихся в мире (другое — в Германии).

Интерьеры
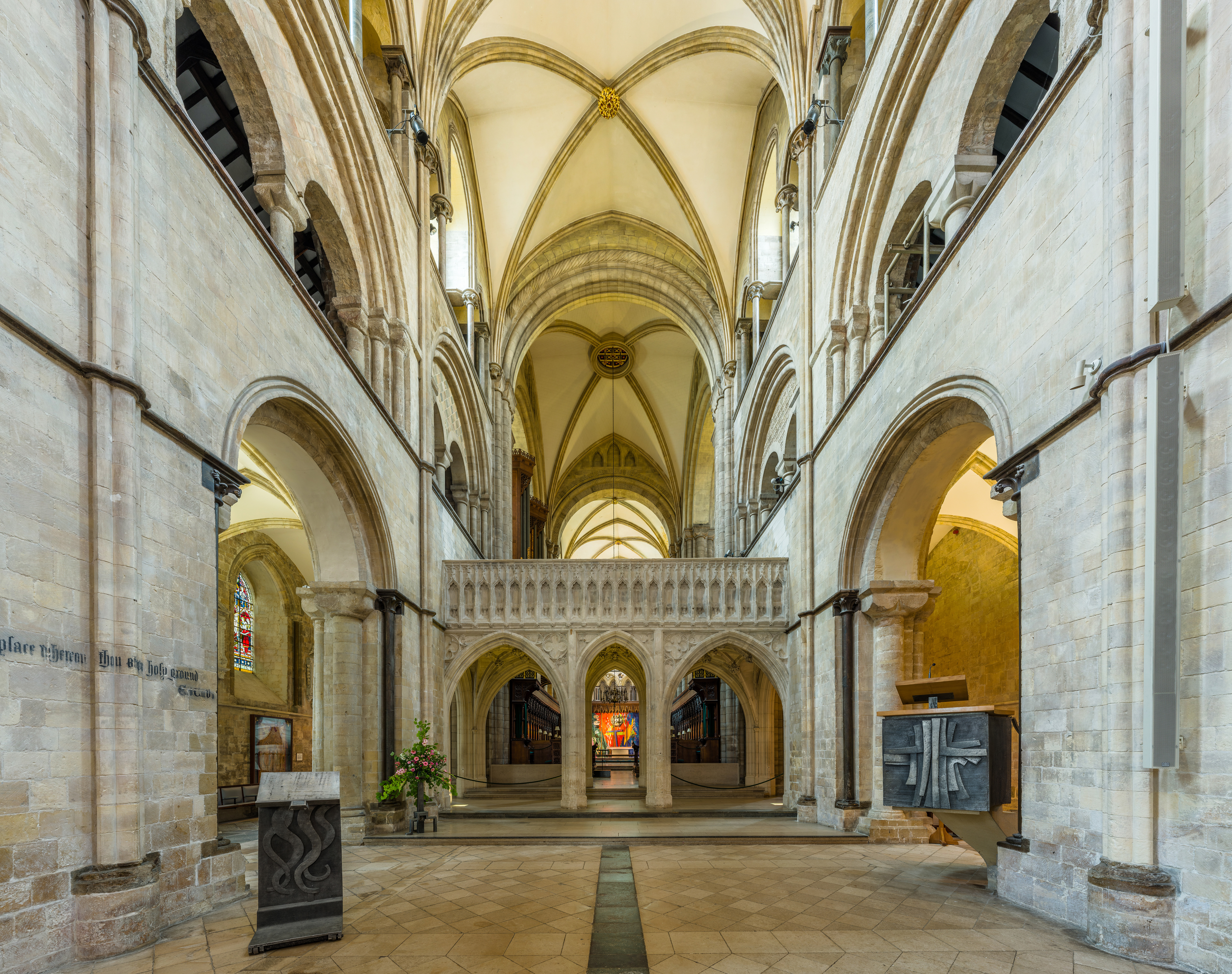
Преграда
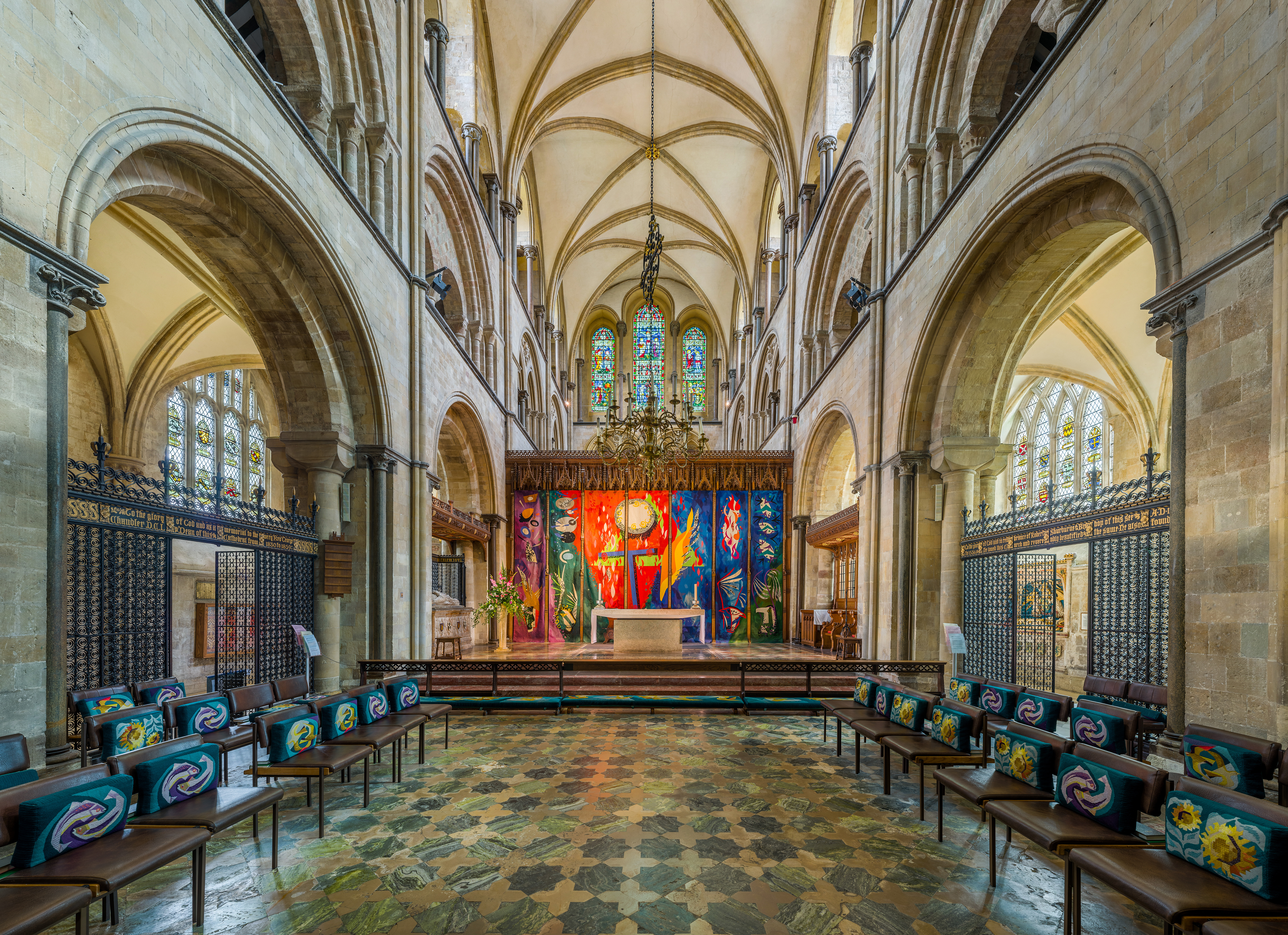
Алтарь
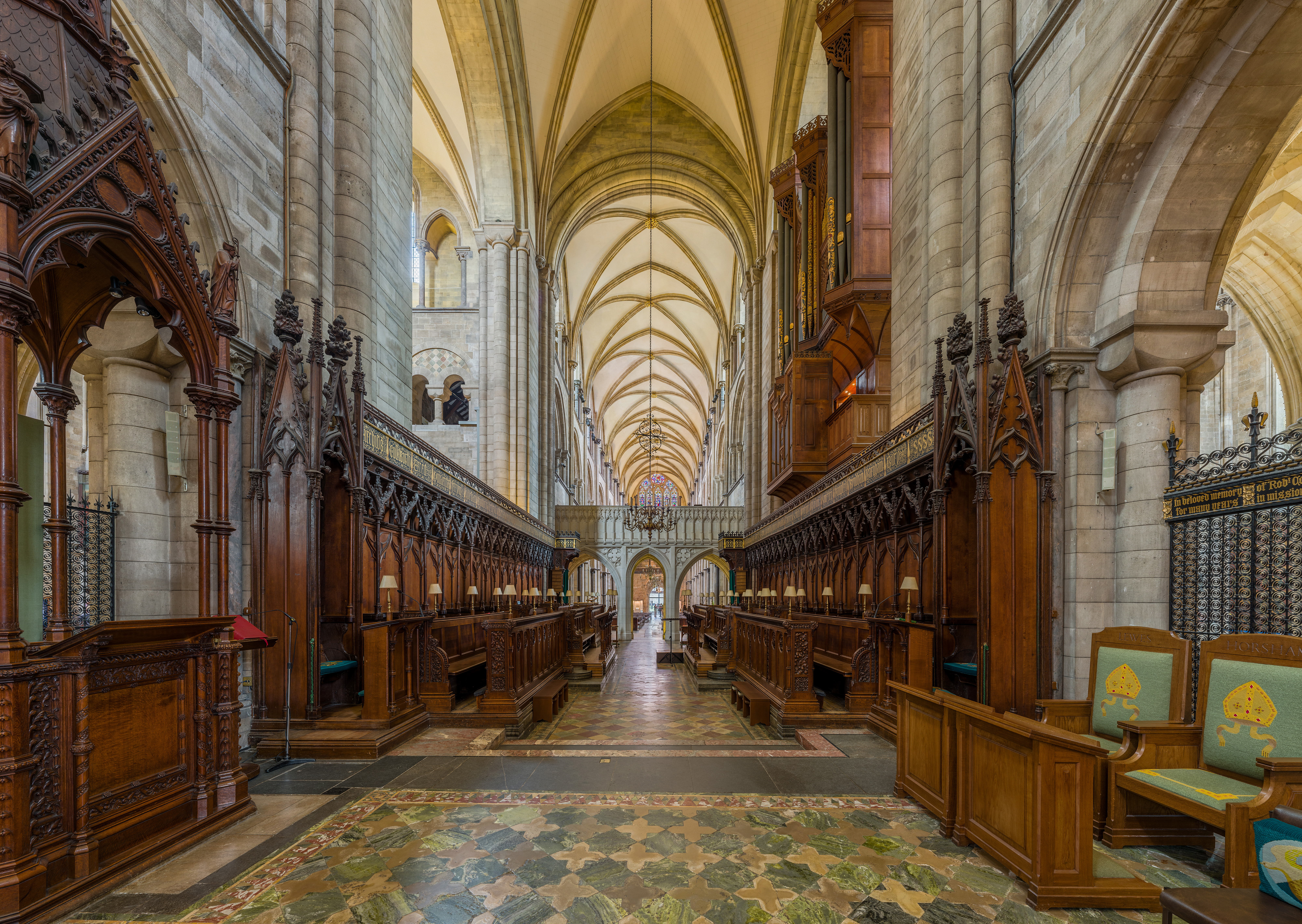
Хоры
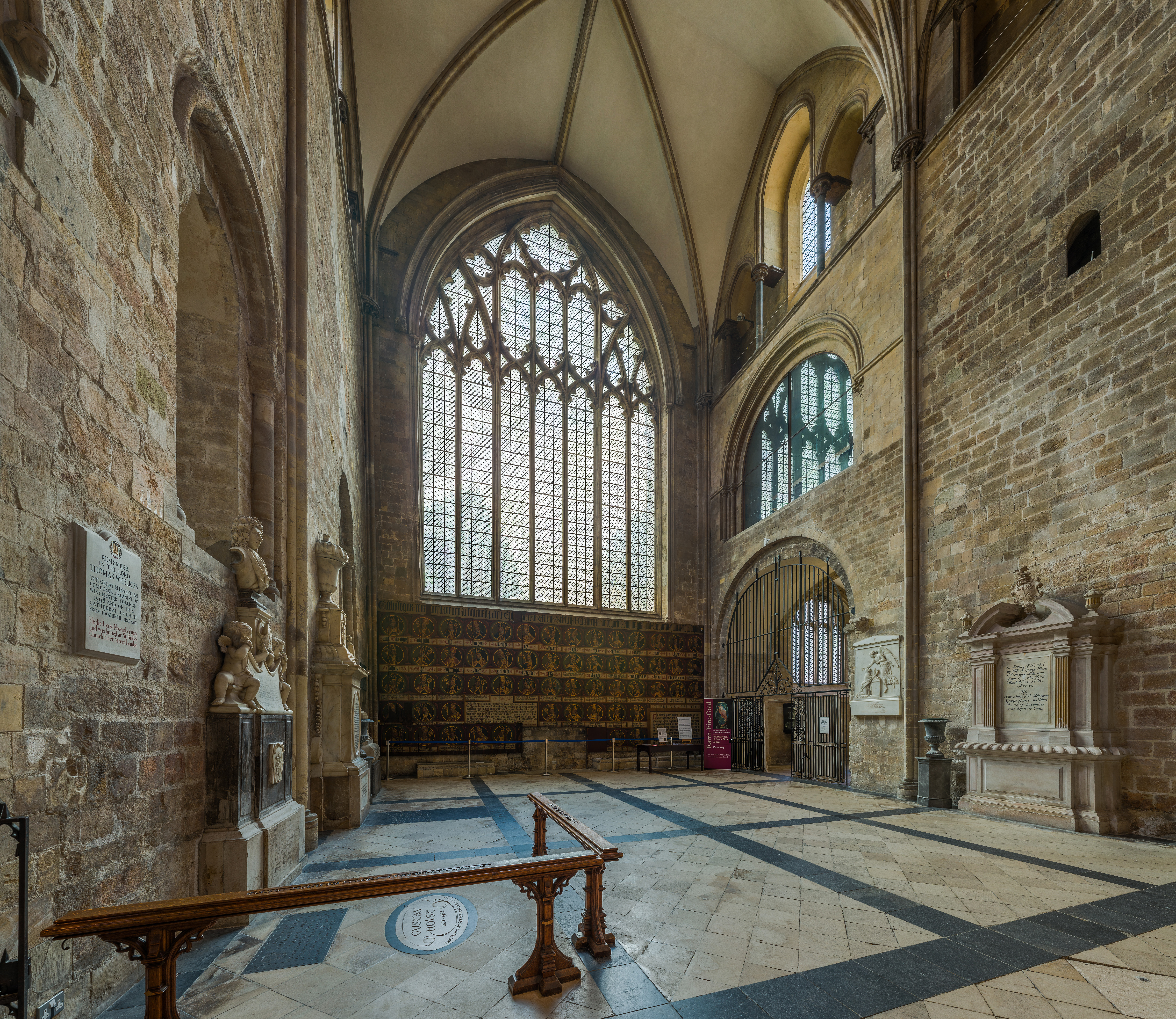
Северный трансепт

## Сокровища собора

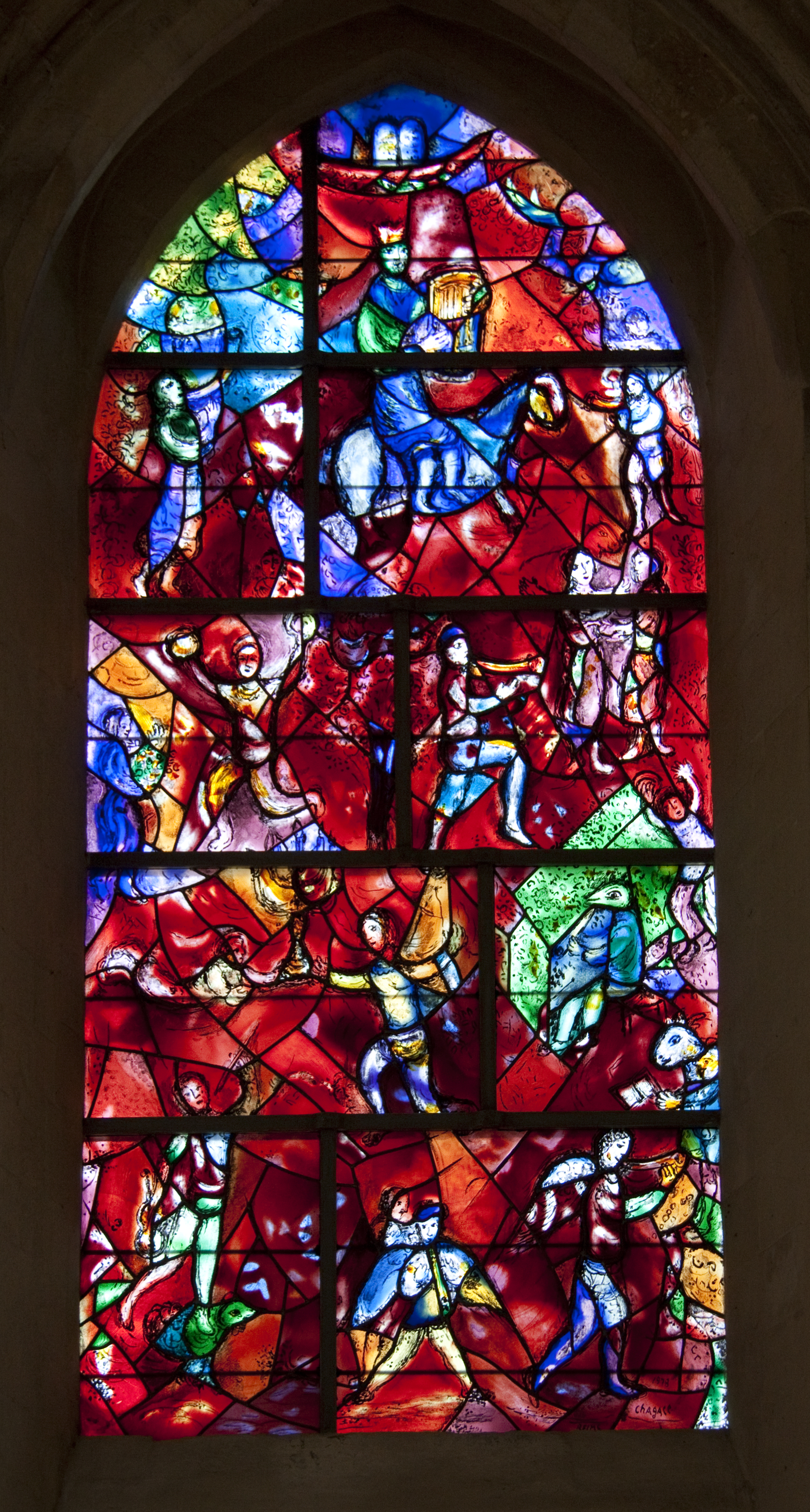
Витраж Шагала

Самыми ценными являются два особенно редких рельефа XII века. Под стеклом выставляется римский мозаичный пол. Набор из 38 мизерикордий, датируемых после 1330 — подлинный, хотя остальные элементы мебели на хорах, главным образом, — результат викторианской реставрации.
В поэме Филипа Ларкина «Арундельская гробница»  прославлено средневековое надгробие с изображением Ричарда Фиц-Алана, 10-го графа Арундел (1313–1376), лежащего об руку с супругой Элеонорой Ланкастерской (1318–1372). Также в соборе покоится Жанна де Вер (†1293), бабушка Фиц-Алана. Они были изначально погребены в Льюисовском приорате, но при роспуске монастырей перезахоронены в соборе. В соборе погребён композитор Густав Холст.
Среди произведений современного искусства в соборе — гобелены Джона Пайпера и Урсулы Бенкер-Шраймер, витраж Шагала, живопись Грэма Сазерленда (Noli me Tangere), скульптура и купель Джона Скелтона, заалтарный образ Патрика Проктора в капелле Иоанна Крестителя. Снаружи установлена бронзовая статуя Ричарда Чичестерского (скульптор Филип Джексон).
В соборе хранится флаг, с которым Френсис Чичестер обошёл вокруг света.

## Музыка
В соборе имеется орган и хор, которые сопровождают службы. Помимо этого, собор поддерживает религиозную и мирскую музыку. Нередко вечерню поют хоры из приходов епархии и других мест. В соборе проходят концерты, вечерние и бесплатные во время ланча, выступают и гастролёры, и местные артисты, например, «Чичестерские певцы» (англ. Chichester Singers), организация независимая, но с основания (1954) пользующаяся собором как основной площадкой.

### Органы и органисты

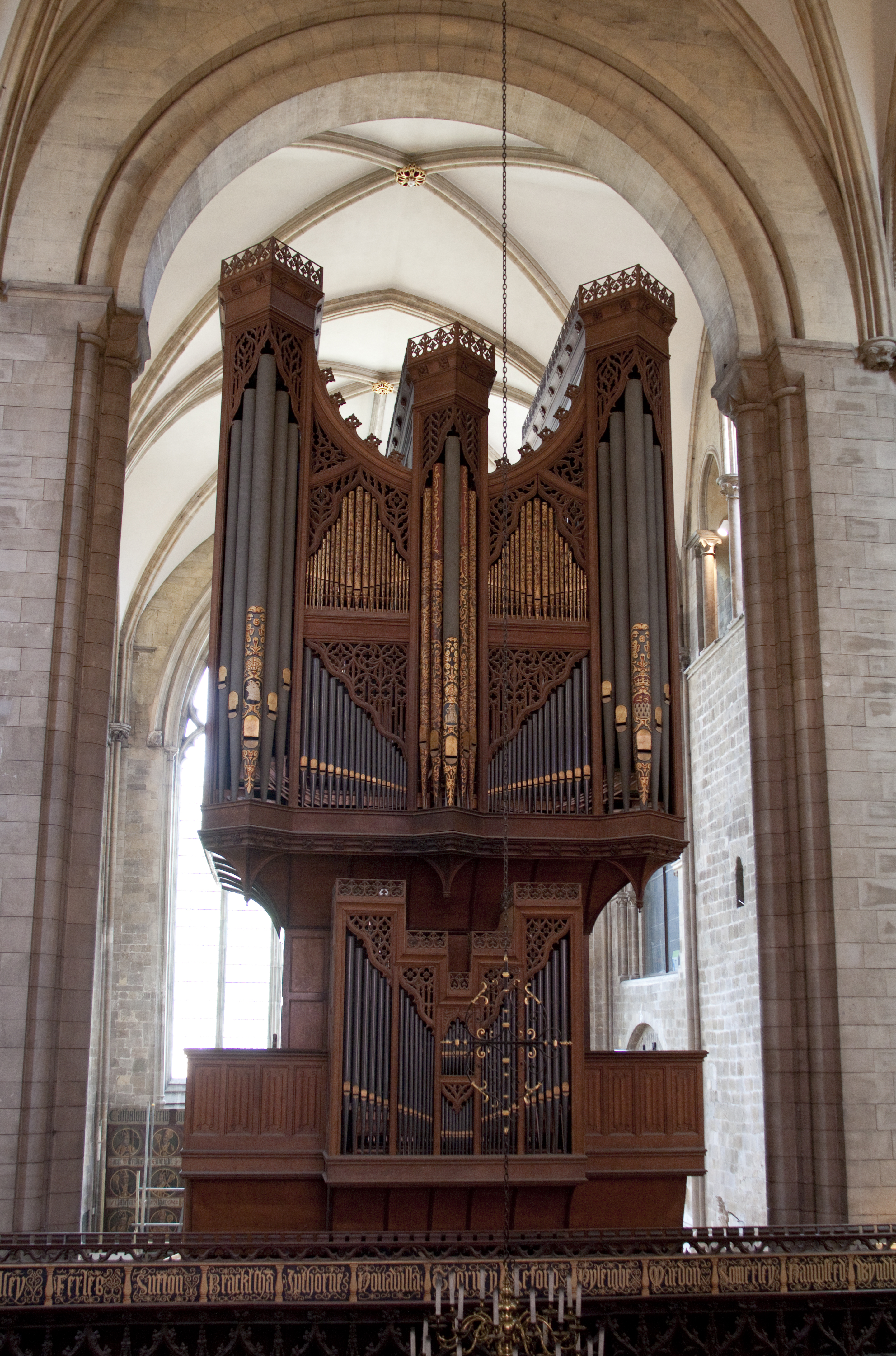
Главный орган

Орган звучал в Чичестерском соборе со времён Средневековья с небольшим перерывом на годы протектората Кромвеля. В соборе имеется четыре органа, основной восходит ко временам Реставрации Стюартов, Орган Хёрдиса — конца XVIII века, и конца XX века органы нефа, Уокера (переносной в барочном стиле) и Аллена (цифровой). Главный орган — четырёхмануальный с педалью, сдержит 55 регистров, самые низкие регистры — 16-футовые.
В числе соборных органистов было несколько известных композиторов, в частности, Томас Уилкс и Джон Рединг. В 1942—49 годах в соборе помощником органиста была Анна Мэддокс, первая женщина в Англи на такой должности, а Сара Болдок в 2008–14 годах была органисткой и руководительницей хора — второй женщиной в Англии на таком посту.

## Собор в искусстве

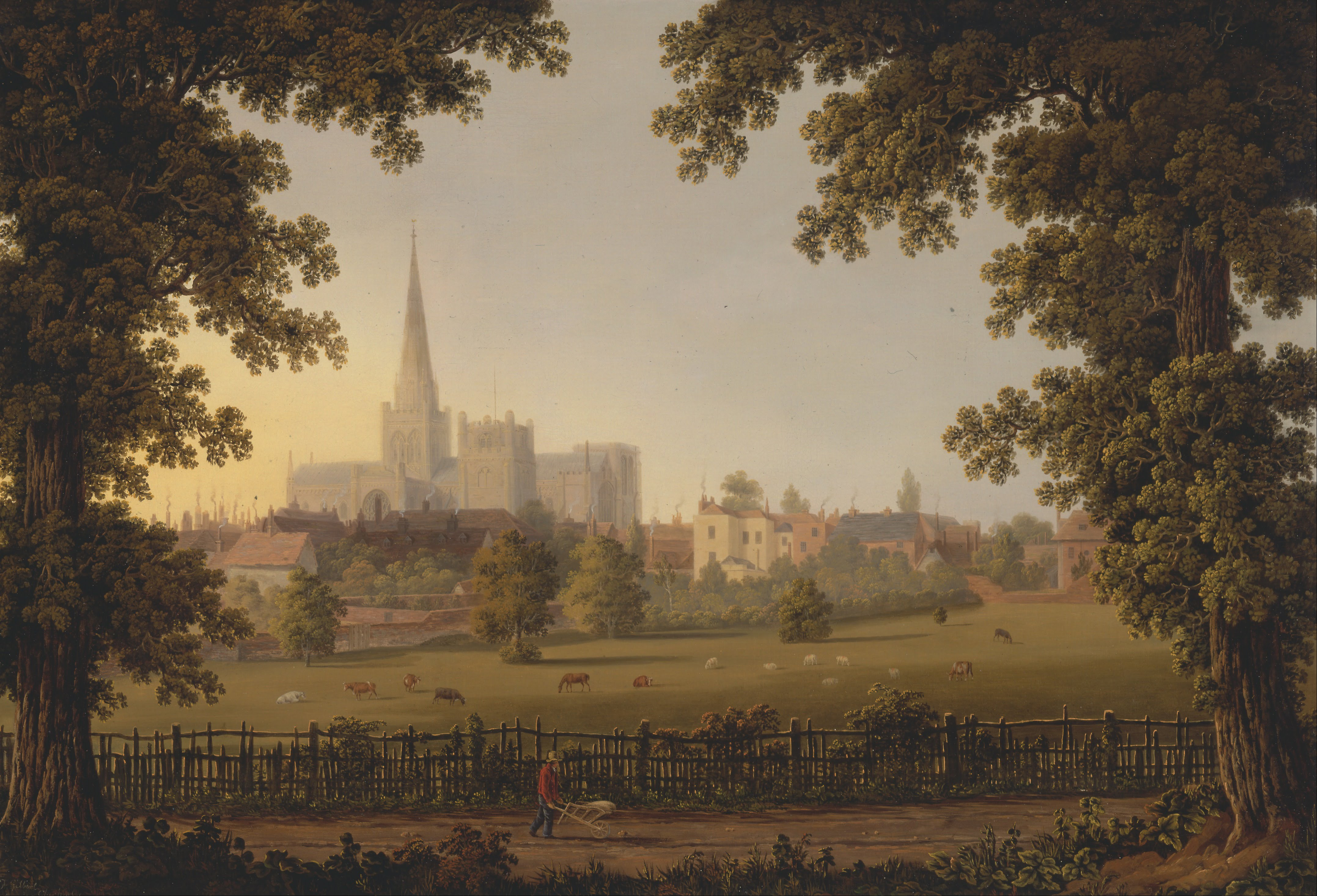
«Чичестерский собор», 1833, Дж. Ф. Гилберт, х./м., 62,4×92,1; «Йельский центр Британского искусства»

Собор неоднократно появлялся в изобразительном искусстве, литературе и на телевидении. Шпиль и башни его видны на картине Тёрнера «Чичестерский канал». Эрик Шейнс считает, что собор также стал предметом одного из тёрнеровских «Живописных видов древностей Англии и Уэльса» (серия раскрашенных гравюр). В 1833 году Джозеф Френсис Гилберт написал собор и окружающий его город маслом. Также собор присутствует на акварели Констебла (1824, Музей Виктории и Альберта).
Здание использовалось для съёмок сериалов:
- «Rumpole of the Bailey» (s05e03) в роли «Лончестерского собора»[26],
- The Ruth Rendell Mysteries (s10e08) в роли «Марчестерского собора»[26],
- Rosemary & Thyme (s03e02) в роли «Уэллминстера»[26],
- Monty Python's Flying Circus (s01e10): одно из заданий Рона Очевидность — прославиться, съев Чичестерский собор[27].

## Дикие животные
На зубчатом парапете у основания шпиля гнездятся сапсаны, изображение с направленных на гнёзда веб-камер демонстрируется внутри собора и на его сайте.

## Внешние ссылки
- chichestercathedral.org.uk — официальный сайт Чичестерский собор
- The Chichester Customary, 1948